# 남자는 괴로워 17 - 토라의 석양과 일출
남자는 괴로워 17 - 토라의 석양과 일출(男はつらいよ 寅次郞夕燒け小燒け: Tora-san's Sunrise And Sunset)은 일본에서 제작된 야마다 요지 감독의 1976년 코미디 영화이다. 아츠미 키요시 등이 주연으로 출연하였다.

## 출연

### 주연
- 아츠미 키요시
- 바이쇼 치에코

### 조연
- 타이치 키와코
- 우노 주키치
- 오카다 요시코
- 테라오 아키라
- 마에다 긴
- 시모조 마사미
- 미사키 치에코
- 다자이 히사오
- 류 치슈